# Ataenius humptydooensis
Ataenius humptydooensis är en skalbaggsart som beskrevs av Zdzisława Stebnicka och Henry Fuller Howden 1997. Ataenius humptydooensis ingår i släktet Ataenius och familjen Aphodiidae. Inga underarter finns listade.